# Soizé
Soizé är en kommun i departementet Eure-et-Loir i regionen Centre-Val de Loire strax norr om centrala Frankrike. Kommunen ligger i kantonen Authon-du-Perche som tillhör arrondissementet Nogent-le-Rotrou. År 2018 hade Soizé 320 invånare.

## Befolkningsutveckling
Antalet invånare i kommunen Soizé
Referens:INSEE